# Det andet liv
Pour plus de détails, voir Fiche technique et Distribution.
Det andet liv est un film danois réalisé par Jonas Elmer, sorti en 2013.

## Fiche technique
- Titre : Det andet liv
- Réalisation : Jonas Elmer
- Scénario : Jonas Elmer et Rune Tolsgaard
- Photographie : Charlotte Bruus Christensen
- Musique : Nikolaj Egelund
- Pays d'origine : Danemark
- Genre : drame
- Date de sortie : 2013

## Distribution
- Uffe Rørbæk Madsen : Jørgen
- Thomas Ernst : Mark
- Karen Rosenberg : Klara
- Rune Tolsgaard : Walde
- Bo Carlsson : Thomas
- Mia Jexen : Pernille
- Stefan Pagels Andersen : Poul
- Sarah Grünewald : Tyche
- Petrine Agger : Gitte
- Molly Koppel : Olivia
- Claire Ross-Brown : Bella
- Malika Ferot : Rebecca
- Sofie Gråbøl : Mille
- Dar Salim : Mikael